# Суворовська селищна територіальна громада
Суворовська селищна територіальна громада — територіальна громада в Україні, у Ізмаїльському районі Одеської області. Перші вибори відбулися 25 жовтня 2020 року. Населення громади — 11994 особи. Адміністративний центр — селище Катлабуг. Незважаючи на перейменування адміністративного центру, територіальна громада не була перейменована, оскільки наразі відсутні правові підстави і механізми для перейменування територіальних громад.
Громада утворена в рамках адміністративно-територіальної реформи в Україні, шляхом об'єднання Суворовської селищної ради та Старотроянівської, Кирничанської, Новопокровської, Острівненської і Приозерненської сільських рад.
15 липня 2025 року, відповідно до наказу №1151 Міністерства розвитку громад та територій України, територія громади входить до оновленого переліку територій бойових дій.  

## Склад
До складу громади входить два с-ща (Дзинілор і Катлабуг) і 5 сіл:
- Кирнички
- Нова Покровка
- Острівне
- Приозерне
- Старі Трояни

## Географія
Водойми на території громади:
- річки (Великий Катлабуг, Малий Катлабуг, Єника, Киргиж-Китай);
- озера (Катлабуг, Китай).